# H. G. Ewers
H. G. Ewers, eigentlich Horst Gehrmann, (* 1. Januar 1930 in Weißenfels an der Saale; † 19. September 2013 in Weil am Rhein) war ein deutscher Science-Fiction-Schriftsteller.

## Leben
Nach einer kaufmännischen Ausbildung und Arbeit in einem Autohaus begann Ewers 1956 ein Medizinstudium in Halle (Saale), das er wegen seiner regimekritischen Einstellung nicht beenden konnte. Stattdessen wurde er Gymnasiallehrer. Kurz vor dem Mauerbau 1961 flüchtete er nach Westdeutschland. Hier wurde 1962 sein erster, schon in der DDR geschriebener Roman Intrige auf Chibbu unter dem Pseudonym H. G. Ewers veröffentlicht. 1964 schrieb er mit Die verhängnisvolle Expedition sein erstes Taschenbuch für die Perry-Rhodan-Serie, ab 1965 war er mit dem Band 198 auch in der Heftroman-Serie engagiert. Zudem schrieb Ewers für die Spin-off-Serie Atlan viele Bände. Er war bekannt für seinen skurrilen Humor und als Schöpfer origineller Figuren. Insgesamt verfasste Ewers mehr als 445 Science-Fiction-Romane, darunter mehr als 300 für die Perry-Rhodan-Serie.
Ab 1996 studierte Gehrmann wieder Medizin an der Universität Basel. Er engagierte sich unter anderem in der Mars Society und lebte in Weil am Rhein.
Am 29. November 2013 – Ewers war zuvor im September 2013 verstorben – erschien der Perry-Rhodan-Heftroman 2728 mit dem Titel Die Gravo-Architekten. Das von Swen Papenbrock geschaffene Titelbild dieses Bandes zeigt ein Porträt von H. G. Ewers.

## Werk

### Perry-Rhodan-Heftromane (1965–2002)
H. G. Ewers verfasste 249 Romane der Perry-Rhodan-Hauptserie. Er hat damit die zweithöchste Anzahl von Romanen zur Serie beigetragen.
- 198: Die letzte Bastion Heinrich Bauer Verlag KG, Hamburg 1965, DNB 454013132.
- 205: Der Wächter von Andromeda Heinrich Bauer Verlag KG, Hamburg 1965, DNB 454013205.
- 210: Auf den Spuren der CREST Heinrich Bauer Verlag KG, Hamburg 1965, DNB 454013256.
- 213: Giganten am Südpol Heinrich Bauer Verlag KG, Hamburg 1965, DNB 454013280.
- 215: Endstation des Grauens Heinrich Bauer Verlag KG, Hamburg 1965, DNB 454013302.
- 218: Brennpunkt Twin Heinrich Bauer Verlag KG, Hamburg 1965, DNB 454013337.
- 223: Die fünfte Kolonne Heinrich Bauer Verlag KG, Hamburg 1966, DNB 454013396.
- 230: Finale für Twin Heinrich Bauer Verlag KG, Hamburg 1966, DNB 457785195.
- 234: Wachkommando Andro-Beta Heinrich Bauer Verlag KG, Hamburg 1966, DNB 457785233.
- 240: An der Schwelle der Hölle Heinrich Bauer Verlag KG, Hamburg 1966, DNB 457785306.
- 246: Kontrollstation Modul Heinrich Bauer Verlag KG, Hamburg 1966, DNB 457785365.
- 247: Der Herr der Androiden Heinrich Bauer Verlag KG, Hamburg 1966, DNB 457785373.
- 253: Vorstoß in die Dunkelwelt Heinrich Bauer Verlag KG, Hamburg 1966, DNB 457785454.
- 254: Die Geistersonne Heinrich Bauer Verlag KG, Hamburg 1966, DNB 457785462.
- 258: Die Mikro-Henker Heinrich Bauer Verlag KG, Hamburg 1966, DNB 457785500.
- 259: Der unheimliche Roboter Heinrich Bauer Verlag KG, Hamburg 1966, DNB 457785519.
- 265: Das Zeitauge Heinrich Bauer Verlag KG, Hamburg 1966, DNB 457785586.
- 266: Die Tempel von Darak Heinrich Bauer Verlag KG, Hamburg 1966, DNB 457785594.
- 271: Die Welt der Körperlosen Heinrich Bauer Verlag KG, Hamburg 1966, DNB 457785640.
- 272: Flaggschiff in Not Heinrich Bauer Verlag KG, Hamburg 1966, DNB 457785659.
- 280: Die Weltraumdetektive greifen ein Heinrich Bauer Verlag KG, Hamburg 1967, DNB 457785748.
- 281: Kampf in der Tiefsee Heinrich Bauer Verlag KG, Hamburg 1967, DNB 457785756.
- 286: Jagd auf die Teleporterkugel Heinrich Bauer Verlag KG, Hamburg 1967, DNB 457785802.
- 287: Die Halle der Unbesiegbaren Heinrich Bauer Verlag KG, Hamburg 1967, DNB 457785810.
- 297: Superfestung Tamanium Heinrich Bauer Verlag KG, Hamburg 1967, DNB 457785934.
- 298: Amoklauf der Schläfer Heinrich Bauer Verlag KG, Hamburg 1967, DNB 457785942.
- 303: Im Labyrinth des Todes Heinrich Bauer Verlag KG, Hamburg 1967, DNB 457785993.
- 304: Überfall auf Old Man Heinrich Bauer Verlag KG, Hamburg 1967, DNB 457786000.
- 309: Die Sklavenwelt von Magellan Heinrich Bauer Verlag KG, Hamburg 1967, DNB 457786051.
- 314: Chaos über Modula Heinrich Bauer Verlag KG, Hamburg 1967, DNB 457786116.
- 315: Kreuzfahrt durch Magellan Heinrich Bauer Verlag KG, Hamburg 1967, DNB 457786124.
- 321: Zwischenfall im Tiger-Sektor Heinrich Bauer Verlag KG, Hamburg 1967, DNB 457786183.
- 329: Ein Planet läuft Amok Heinrich Bauer Verlag KG, Hamburg 1967, DNB 457786264.
- 332: Kampf um den Neptunmond Heinrich Bauer Verlag KG, Hamburg 1967, DNB 457786299.
- 335: Drei gegen Old Man Heinrich Bauer Verlag KG, Hamburg 1968, DNB 457786329.
- 339: Die Kammer der tausend Schrecken Heinrich Bauer Verlag KG, Hamburg 1968, DNB 457786361.
- 340: Kreuzwege im Kosmos Heinrich Bauer Verlag KG, Hamburg 1968, DNB 457786388.
- 345: Verfolgungsjagd im Halbraum Heinrich Bauer Verlag KG, Hamburg 1968, DNB 457786442.
- 346: Warnung aus dem Jenseits Heinrich Bauer Verlag KG, Hamburg 1968, DNB 457786450.
- 353: Brutstation im Pararaum Heinrich Bauer Verlag KG, Hamburg 1968, DNB 457786523.
- 357: Die Arenakämpfer Heinrich Bauer Verlag KG, Hamburg 1968, DNB 457786574.
- 363: Nacht zwischen den Sonnen Heinrich Bauer Verlag KG, Hamburg 1968, DNB 457786639.
- 364: Die grüne Bestie Heinrich Bauer Verlag KG, Hamburg 1968, DNB 457786647.
- 374: Die Macht des Sepulveda Heinrich Bauer Verlag KG, Hamburg 1968, DNB 457786752.
- 375: Verschwörung in Andromeda Heinrich Bauer Verlag KG, Hamburg 1968, DNB 457786760.
- 384: Die Welt der Unsichtbaren Heinrich Bauer Verlag KG, Hamburg 1968, DNB 457786868.
- 387: Spur zwischen den Sternen Heinrich Bauer Verlag KG, Hamburg 1969, DNB 457786892.
- 390: Die CREST im Strahlensturm Heinrich Bauer Verlag KG, Hamburg 1969, DNB 457786922.
- 391: Tödliche Ernte Heinrich Bauer Verlag KG, Hamburg 1969, DNB 457786930.
- 399: Alarm für die Galaxis Heinrich Bauer Verlag KG, Hamburg 1969, DNB 457787023.
- 403: Die Straße der Container Heinrich Bauer Verlag KG, Hamburg 1969, DNB 457787066.
- 407: Das neue Element Heinrich Bauer Verlag KG, Hamburg 1969, DNB 457787104.
- 412: Gefahr von Sol Heinrich Bauer Verlag KG, Hamburg 1969, DNB 457787155.
- 413: Die Sonnenforscher Heinrich Bauer Verlag KG, Hamburg 1969, DNB 457787163.
- 416: Der Supermutant Heinrich Bauer Verlag KG, Hamburg 1969, DNB 457787201.
- 421: Report eines Neandertalers Heinrich Bauer Verlag KG, Hamburg 1969, DNB 457787260.
- 426: Das Ding auf dem Mond Heinrich Bauer Verlag KG, Hamburg 1969, DNB 457787317.
- 431: Energie aus dem Jenseits Heinrich Bauer Verlag KG, Hamburg 1970, DNB 457787376.
- 434: Das Erbe des Ertrusers Heinrich Bauer Verlag KG, Hamburg 1970, DNB 457787406.
- 437: Schirmherr der Zeit Heinrich Bauer Verlag KG, Hamburg 1970, DNB 457787430.
- 441: Zwischen Mars und Jupiter Heinrich Bauer Verlag KG, Hamburg 1970, DNB 457787473.
- 445: Das Kommandogehirn Heinrich Bauer Verlag KG, Hamburg 1970, DNB 457787538.
- 446: Die Zeitbrüder Heinrich Bauer Verlag KG, Hamburg 1970, DNB 457787546.
- 451: Die falschen Götter Heinrich Bauer Verlag KG, Hamburg 1970, DNB 457787600.
- 457: Die Operationsbasis Heinrich Bauer Verlag KG, Hamburg 1970, DNB 363722084.
- 458: Im Arsenal der Androiden Heinrich Bauer Verlag KG, Hamburg 1970, DNB 457787686.
- 469: Der Tod fliegt mit Heinrich Bauer Verlag KG, Hamburg 1970, DNB 457787791.
- 470: Testfall MARCO POLO Heinrich Bauer Verlag KG, Hamburg 1970, DNB 457787805.
- 473: Die verrückten Roboter Heinrich Bauer Verlag KG, Hamburg 1970, DNB 457787848.
- 477: Invasion der Schatten Heinrich Bauer Verlag KG, Hamburg 1970, DNB 457787880.
- 478: Die Schlacht um Olymp Heinrich Bauer Verlag KG, Hamburg 1970, DNB 457787899.
- 483: Im Zeichen des Ganjos Heinrich Bauer Verlag KG, Hamburg 1970, DNB 457787945.
- 485: Die Mutanten von Erysgan Moewig, München 1971, DNB 363722076.
- 490: System der tausend Fallen Moewig, München 1971, DNB 1015418228.
- 491: Transmitter nach Takera Moewig, München 1971, DNB 363722254.
- 497: Die Armee der Kriegsdiener Moewig, München 1971, DNB 1015418317.
- 502: Der Ritter mit dem Flammenschwert Moewig, München 1971
- 506: Die Göttin der Symbionten Moewig, München 1971, DNB 1016033036.
- 514: Der Weltraumkurier Moewig, München 1971, DNB 1016033125.
- 520: Unter Parazwang Moewig, München 1971, DNB 363722092.
- 526: Söldner der Galaxis Moewig, München 1971, DNB 363722211.
- 531: Die Macht der Sieben Moewig, München 1972, DNB 36372205X.
- 539: Das Experiment der Cynos Moewig, München 1972, DNB 363721975.
- 542: Die Stunde der Zentauren Moewig, München 1972, DNB 363722238.
- 546: Menschen unter Cynos Moewig, München 1972, DNB 363722068.
- 550: Rückkehr ins Jahr 2000 Moewig, München 1972, DNB 363722149.
- 555: Jenseits der Energiemauer Moewig, München 1972, DNB 1016033524.
- 563: Gespensterjagd Moewig, München 1972, DNB 1016033613.
- 568: Rebellen der Cynos Moewig, München 1972, DNB 1016033710.
- 569: Das Korps der Cappins Moewig, München 1972, DNB 1016033729.
- 578: Im Labyrinth der Toten Moewig, München 1972, DNB 1016033796.
- 588: Die Überlebensspezialisten Moewig, München 1972, DNB 1016033923.
- 589: Station der Gegenwelt Moewig, München 1972, DNB 101603394X.
- 596: Planetoid im Hypersturm Moewig, München 1973, DNB 1016033958.
- 603: Planet der Ritterspiele Moewig, München 1973, DNB 1016726694.
- 609: Operation Sternstunde Moewig, München 1973, DNB 1016726805.
- 616: Die Andro-Pest Moewig, München 1973, DNB 1016726813.
- 621: Die Zeitkorrektur Moewig, München 1973, DNB 1016726902.
- 629: Duell mit dem Ceynach Moewig, München 1973, DNB 101672697X.
- 634: Aufstand der Mucton-Yul Moewig, München 1973, DNB 1016726988.
- 641: Das Geisterspiel Moewig, München 1973, DNB 1016727089.
- 647: Intrigen auf Payntec Moewig, München 1974, DNB 1016727097.
- 654: Das Mondgehirn denkt anders Moewig, München 1974, DNB 1016727194.
- 660: Operation Bumerang Moewig, München 1974, DNB 1016727283.
- 664: Tunnel durch die Zeit Moewig, München 1974, DNB 1016727291.
- 668: Operation Sonnenbaby Moewig, München 1974, DNB 1016727399.
- 675: Monumente der Macht Moewig, München 1974, DNB 1016727402.
- 683: Das Mädchen von Lemuria Moewig, München 1974, DNB 101672747X.
- 692: Die Insekten-Königin Moewig, München 1974, DNB 1016727542.
- 693: In den Höhlen der Ploohns Moewig, München 1974, DNB 1016727569.
- 701: Sprung in die Freiheit Moewig, München 1975, DNB 1017591601.
- 707: Der Arenakämpfer Moewig, München 1975, DNB 101759161X.
- 714: Kinder der SOL Moewig, München 1975, DNB 1017591717.
- 715: Der Kampf um die SOL Moewig, München 1975, DNB 1017591725.
- 720: Todeskommando Last Hope Moewig, München 1975, DNB 1017591792.
- 722: Eine Botschaft für Ovaron Moewig, München 1975, DNB 1017591814.
- 729: Die Nullbewahrer Moewig, München 1975, DNB 1017591903.
- 738: Das Spiel des Laren Moewig, München 1975, DNB 1017591997.
- 741: Die falsche MARCO POLO Moewig, München 1975, DNB 1017592004.
- 745: Die Rache der Dimensionauten Moewig, München 1975, DNB 1017592012.
- 754: Zwischenspiel auf Rolfth Moewig, München 1976, DNB 1017592098.
- 755: Die Flucht der Kelosker Moewig, München 1976, DNB 1017592101.
- 762: Aufstand der Cyborgs Moewig, München 1976, DNB 1017592195.
- 763: Inferno im Kosmos Moewig, München 1976, DNB 1017592209.
- 773: Der Chaosmacher Moewig, München 1976, DNB 1017592292.
- 782: Die Bucht der blauen Geier Moewig, München 1976, DNB 1017592411.
- 783: Die Kontaktzentrale Moewig, München 1976, DNB 101759242X.
- 793: Die Aktivatorjagd Moewig, München 1976, DNB 1017592497.
- 794: Zeitbombe Zellaktivator Moewig, München 1976, DNB 1017592500.
- 806: Der Marsianer und der MV Moewig, München 1977, DNB 1018270914.
- 807: Der Kampf um Terra Moewig, München 1977, DNB 1018270922.
- 817: Statthalter des Bösen Moewig, München 1977, DNB 1018271023.
- 820: Das Gravitationsgefängnis Moewig, München 1977, DNB 1018271082.
- 831: Patrouille der MVs Moewig, München 1977, DNB 1018271198.
- 832: Station der MVs Moewig, München 1977, DNB 1018271201.
- 844: Fremde auf Olymp Moewig, München 1977, DNB 1018271279.
- 847: Metamorphose Moewig, München 1977, DNB 1018271287.
- 856: Treffpunkt Totenwelt Moewig, München 1978, DNB 1018271384.
- 865: Kosmische Irrfahrt Moewig, München 1978, DNB 1018271449.
- 866: Aura des Unheils Moewig, München 1978, DNB 1018271457.
- 881: Erbe des Tba Moewig, München 1978, DNB 1018271686.
- 882: Brennpunkt Milchstraße Moewig, München 1978, DNB 1018271694.
- 896: Die Meuterer Moewig, München 1978, DNB 20198296X.
- 897: Ein Hauch von Magie Moewig, München 1978, DNB 201982978.
- 913: Im Land der Riesen Moewig, München 1979, DNB 1019201053.
- 914: Begegnung auf Zaltertepe Moewig, München 1979, DNB 1019201134.
- 925: Boten der Finsternis Moewig, München 1979, DNB 1019201223.
- 926: Das Ladonnia-Psychod Moewig, München 1979, DNB 1019201231.
- 937: Planet der Ebenbilder Moewig, München 1979, DNB 1019201363.
- 938: Armada der Orbiter Moewig, München 1979, DNB 1019201371.
- 950: Testfall Olymp Moewig, München 1979, DNB 101959151X.
- 951: Ultimatum der Orbiter Moewig, München 1979, DNB 1019591579.
- 961: Der verrückte Orbiter Moewig, München 1980, DNB 1019591765.
- 962: Wächter der goldenen Stadt Moewig, München 1980, DNB 1019591781.
- 976: Kämpfer für Garbesch Moewig, München 1980, DNB 1019591927.
- 984: Waffen der Verdammnis Moewig, München 1980, DNB 1019592109.
- 985: Erzfeind der Orbiter Moewig, München 1980, DNB 1019592125.
- 994: Problem Langzeitwaffe Moewig, München 1980, DNB 1019592281.
- 995: Der Kampf gegen die VAZIFAR Moewig, München 1980, DNB 101959229X.
- 1013: Die Spoodie-Seuche Moewig, München 1981, DNB 1021971804.
- 1014: Alles für die SOL Moewig, München 1981, DNB 1021971782.
- 1031: Mission Zeitbrücke Moewig, München 1981, DNB 1021971987.
- 1042: Gefahr aus M 19 Moewig, München 1981, DNB 1021972088.
- 1043: Vamanu Moewig, München 1981, DNB 102197210X.
- 1054: Der mentale Sturm Moewig, München 1981, DNB 1022192310.
- 1055: Das psionische Labyrinth Moewig, München 1981, DNB 1022192361.
- 1061: Beherrscher des Atoms Moewig, München 1981, DNB 1022192833.
- 1062: Station der Porleyter Moewig, München 1981, DNB 1022192736.
- 1069: Tötet die Terraner! Moewig, München 1982, DNB 1022192752.
- 1081: Die Unbesiegbaren Moewig, München 1982, DNB 1022193066.
- 1082: Transmitter nach Nirgendwo Moewig, München 1982, DNB 1022193082.
- 1091: Sperrgebiet Hyperraum Moewig, München 1982, DNB 102219321X.
- 1092: Aktion Transmitternetz Moewig, München 1982, DNB 1022193228.
- 1094: Der Mann aus Haiti Moewig, München 1982, DNB 1022193236.
- 1104: Meuterei im All Moewig, München 1982, DNB 102334453X.
- 1105: Das Siegelschiff Moewig, München 1982, DNB 1023344505.
- 1116: Projekt Zweiterde Moewig, München 1983, DNB 1023344602.
- 1117: Das Gedankenmonster Moewig, München 1983, DNB 1023344610.
- 1126: Der Psi-Trust Moewig, München 1983, DNB 1023344696.
- 1132: Die Toten und der Wächter Moewig, München 1983, DNB 1023344823.
- 1133: Duell in der Notzone Moewig, München 1983, DNB 1023344831.
- 1142: Sammelpunkt Vier-Sonnen-Reich Moewig, München 1983, DNB 1023344912.
- 1145: Der unsichtbare Bote Moewig, München 1983, DNB 1023344920.
- 1151: Das Babel-Syndrom Moewig, München 1983, DNB 841089310.
- 1153: Hölle auf Erden Moewig, München 1983, DNB 1024350436.
- 1162: Kampf um Terra Moewig, München 1983, DNB 1018270922.
- 1168: Marionetten der Silbernen Moewig, München 1984, DNB 102435055X.
- 1175: Zeitbeben Moewig, München 1984, DNB 1024350630.
- 1176: Die Nichtwelt Moewig, München 1984, DNB 1024350681.
- 1187: Zielgebiet Armadaherz Moewig, München 1984, DNB 1024350754.
- 1188: Die Loolandre-Patrouille Moewig, München 1984, DNB 1024350762.
- 1197: Der Psi-Schlag Moewig, München 1984, DNB 1024350851.
- 1198: Traumzeit Moewig, München 1984, DNB 102435086X.
- 1204: Der erste Impuls Moewig, München 1984, DNB 1027365310.
- 1213: Der Superkämpfer Moewig, München 1984, DNB 1027365329.
- 1214: Ein Raumriese erwacht Moewig, München 1984, DNB 102736537X.
- 1220: Im mentalen Netz Moewig, München 1985, DNB 1027365388.
- 1221: Der Oxtorner und der Admiral Moewig, München 1985, DNB 1027365337.
- 1236: Im Reich der Jaschemen Moewig, München 1985, DNB 1027365345.
- 1237: Rebellion der Kyberneten Moewig, München 1985, DNB 1027365353.
- 1248: Das Glaslabyrinth Moewig, München 1985, DNB 1027365361.
- 1249: Auf dem Weg zum Licht Moewig, München 1985, DNB 1027365396.
- 1258: Sternenfieber Moewig, München 1985, DNB 1027795668.
- 1259: Der Weg nach Eden Moewig, München 1985, DNB 1027795676.
- 1273: UPANISHAD Moewig, München 1986, DNB 1027795684.
- 1277: Nachricht aus Gruelfin Moewig, München 1986, DNB 1027795692.
- 1282: Sprung zum Dreiecksnebel Moewig, München 1986, DNB 1027795706.
- 1283: Der Kartanin-Konflikt Moewig, München 1986, DNB 1027795714.
- 1291: Die Verblendeten Moewig, München 1986, DNB 1027795722.
- 1297: Zweikampf der Sothos Moewig, München 1986, DNB 1027795730.
- 1302: Schicksalspunkt Terraner-Tor Moewig, München 1986, DNB 1031071652.
- 1310: Unternehmen Götterschrein Moewig, München 1986, DNB 1031071660.
- 1311: Hölle SOTHOM Moewig, München 1986, DNB 1031071679.
- 1322: Rebellion der Haluter Moewig, München 1986, DNB 1031071687.
- 1323: PALADIN VI Moewig, München 1986, DNB 1031071695.
- 1336: Der Jäger von Gatas Moewig, München 1987, DNB 1031071709.
- 1351: Die Materiequelle Moewig, München 1987, DNB 1031071717.
- 1358: Im Dimensionsgefängnis Moewig, München 1987, DNB 1031071725.
- 1367: Brennpunkt Pinwheel Moewig, München 1987, DNB 1031072187.
- 1368: IRUNA Moewig, München 1987, DNB 1031072195.
- 1380: Die Helden von Zapurush-III Moewig, München 1988, DNB 1031072209.
- 1383: Todeskommando Paghal Moewig, München 1988, DNB 1031072217.
- 1394: Im Auftrag der Toten Moewig, München 1988, DNB 1031072225.
- 1402: Die Drachenwelt Moewig, München 1988, DNB 1032308133.
- 1405: Die Erben der Posbis Moewig, München 1988, DNB 1032308141.
- 1419: Der Tod eines Cynos Moewig, München 1988, DNB 103230815X.
- 1420: Sternentore Moewig, München 1988, DNB 1032308168.
- 1434: Station der Rätsel Moewig, München 1989, DNB 1032308176.
- 1447: Sturmwelt am Scheideweg Moewig, München 1989, DNB 1032308184.
- 1455: Kundschafter für Halut Moewig, München 1989, DNB 1032691093.
- 1466: Kontrakt mit Unbekannt Moewig, München 1989, DNB 1032691107.
- 1477: Die Piratin Moewig, München 1989, DNB 1032691115.
- 1486: Mission auf Akkartil Moewig, München 1990, DNB 1032691123.
- 1497: Unternehmen Exitus Moewig, München 1990, DNB 1032691131.
- 1509: Der Dunkle und sein Schatten Moewig, München 1990, DNB 1014408016.
- 1518: Das Cueleman-Debakel Moewig, München 1990, DNB 101653177X.
- 1526: Galaxis der Verdammten Moewig, München 1990, DNB 1018071334.
- 1527: Gesil und der Gesandte Moewig, München 1990, DNB 1018071342.
- 1542: Mission auf Vaar Moewig, München 1991, DNB 1021217956.
- 1553: Stalkers Trick Moewig, München 1991, DNB 1023122952.
- 1561: Der Überfall Moewig, München 1991, DNB 1025145208.
- 1579: Roi Danton der Pirat Moewig, München 1991, DNB 1028610653.
- 1640: Griff nach Arkon Moewig, München 1993, DNB 1034414453.
- 1653: Randwelt der Rätsel Moewig, München 1993, DNB 1034638475.
- 1670: Das Tribunal Moewig, München 1993, DNB 1034638483.
- 1710: Mission in Magellan Moewig, München 1994, DNB 1037815475.
- 1718: Mysteriöse Waren Moewig, München 1994, DNB 1037815483.
- 1726: Testfall Magellan Moewig, München 1994, DNB 1037815491.
- 2110: Der Gute Geist von Wassermal Moewig, München 2002, DNB 1045340375.